# 沼之上站

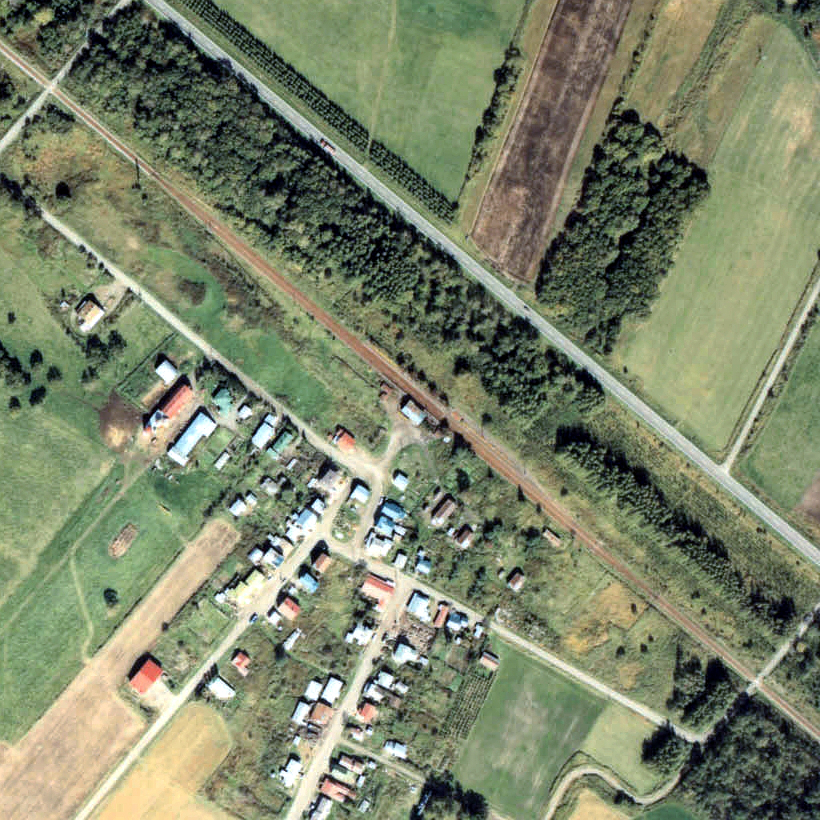
1978年的沼之上站與方圓約500米範圍。右下方是遠輕方向。圖中為無人化前的情況，當時設有2面2線的相對式月台。車站大樓旁邊設有貨物月台不再使用，引込線也撤走了。

沼之上站（日语：／ Numanoue eki */?）是位於北海道紋別市沼之上，北海道旅客鐵道（JR北海道）的名寄本線車站（廢站）。隨著名寄本線廢線，車站在1989年（平成元年）5月1日廢除。

## 歷史
- 1921年（大正10年）3月25日 - 鐵道省名寄東線中湧別至興部之間開通，此站啟用。當時為一般車站。
- 1923年（大正12年）11月5日 - 路線名稱改為名寄本線。
- 1949年（昭和24年）6月1日 - 日本國有鐵道成立，成為日本國有鐵道車站。
- 1974年（昭和49年）10月1日 - 結束處理貨物。
- 1978年（昭和53年）12月1日 - 結束處理行李，同時成為無人車站。
- 1987年（昭和62年）4月1日 - 伴隨國鐵分割民營化，車站由北海道旅客鐵道（JR北海道）營運。
- 1989年（平成元年）5月1日 - 名寄本線全線廢除，此站也廢除。

## 車站構造
截至車站廢除前，車站是一座地面車站，設有1面1線的單式月台。月台位於路軌西南方（遠輕方向的列車會開啟右邊車門）。曾經設有2面2線的相對式月台，當時可進行列車交會。截至1983年（昭和58年），對面月台的路軌在廢除交會設備後變成側線，轉轍器只剩下靠近遠輕一方。月台前後的路軌都是彎曲的，這是由於兩處設有轉轍器。
此站是無人車站，在有人車站時代設有車站大樓。車站大樓與中名寄站等屬同款，都是使用預製組件建成。車站大樓位於站內西南方，鄰接月台。

## 站名的由來
車站名稱取自所在地名。地名源自當地的小向湖和澀之內湖兩座沼澤之間的高處。

## 車站周邊
- 國道238號（日语：国道238号）（鄂霍次克國道）[3]
- 沼之上郵局
- 紋別市立沼之上小學
- 舊紋別機場 - 車站北邊[3]。
- 小向湖（日语：コムケ湖） - 車站西北方[3]。
- 澀之內湖 - 車站東邊約2.3公里[1]。
- 澀之內川[3]
- 北海道北見巴士（日语：北海道北見バス）、北紋巴士（日语：北紋バス）「沼之上」巴士站

## 現況
截至2001年（平成13年），月台在樹林中，快將倒塌的狀態。月台上還有站名牌。在2003年（平成15年），紋別市建設了公園。截至2011年（平成23年），站名牌被換上一牌複制品，月台經過修復，鋪裝了柏油。
此外，截至2011年（平成23年），路線遺址經過澀之內湖處遺留了一座鋼樑橋。

## 相鄰車站
北海道旅客鐵道（JR北海道）
名寄本線
小向－沼之上－旭

## 注腳
1. 1 2 3 4 5  宮脇俊三 (编). . 原田勝正. 小學館. 1983-7: 211. ISBN 978-4093951012 （日语）.
2. ↑  太田幸夫. . 富士Comtem. 2004-2: 187. ISBN 978-4893915498 （日语）.
3. 1 2 3 4  . 地勢堂. 1980-3: 18 （日语）.
4. ↑  宮脇俊三 (编). . JTB Can Books. JTB出版. 2001-7: 35–36. ISBN 978-4533039072 （日语）.
5. 1 2 3  本久公洋. . 北海道新聞社. 2011-9: 126. ISBN 978-4894536128 （日语）.